# شویشلینا (استان اشوی‌داشکسیه)
شویشلینا (به لهستانی: Świślina) یک منطقهٔ مسکونی در لهستان است که در گمینا پاوووو واقع شده‌است. شویشلینا ۳۴۰ نفر جمعیت دارد.